# Seminário de Azambuja
O Seminário de Azambuja (ou Seminário Menor Metropolitano Nossa Senhora de Lourdes) é uma instituição católica de formação eclesiástica da Arquidiocese de Florianópolis, que serve a Arquidiocese de Florianópolis, Diocese de Blumenau e Diocese de Tubarão,  para a formação de seminaristas, futuros padres, da etapa do Menor (ensino médio) e Discipulado (filosofia). Está situado na cidade de Brusque, bairro Azambuja, no estado do Santa Catarina, Brasil. Fundado em 11 de fevereiro de 1927 por Dom Joaquim Domingues de Oliveira, o seminário integra um complexo religioso que abriga o Hospital Arquidiocesano Consul Carlos Renaux, o Museu Arquidiocesano e o Santuário Nossa Senhora de Azambuja. 

## Antecedentes
Os primeiros seminários brasileiros começaram a surgir apenas após o I Sínodo Brasileiro, ocorrido em Salvador em 1707.  Até o século XIX, os seminários eram administrados somente pela Companhia de Jesus. 
Em Santa Catarina, duas tentativas prévias fracassaram para a implantação de um seminário no estado. A primeira ocorreu em Blumenau no ano do 1877 por iniciativa do Pe. Alberto Maria Jacobs.  A segunda tentativa aconteceu em 1919 em São Ludgero pelo padres José Sundrup e Humberto Ohters. 
A criação do Seminário de Azambuja sucedeu a elevação da Diocese de Florianópolis à catagoria de arquidiocese também em 1927.

## História

### Criação

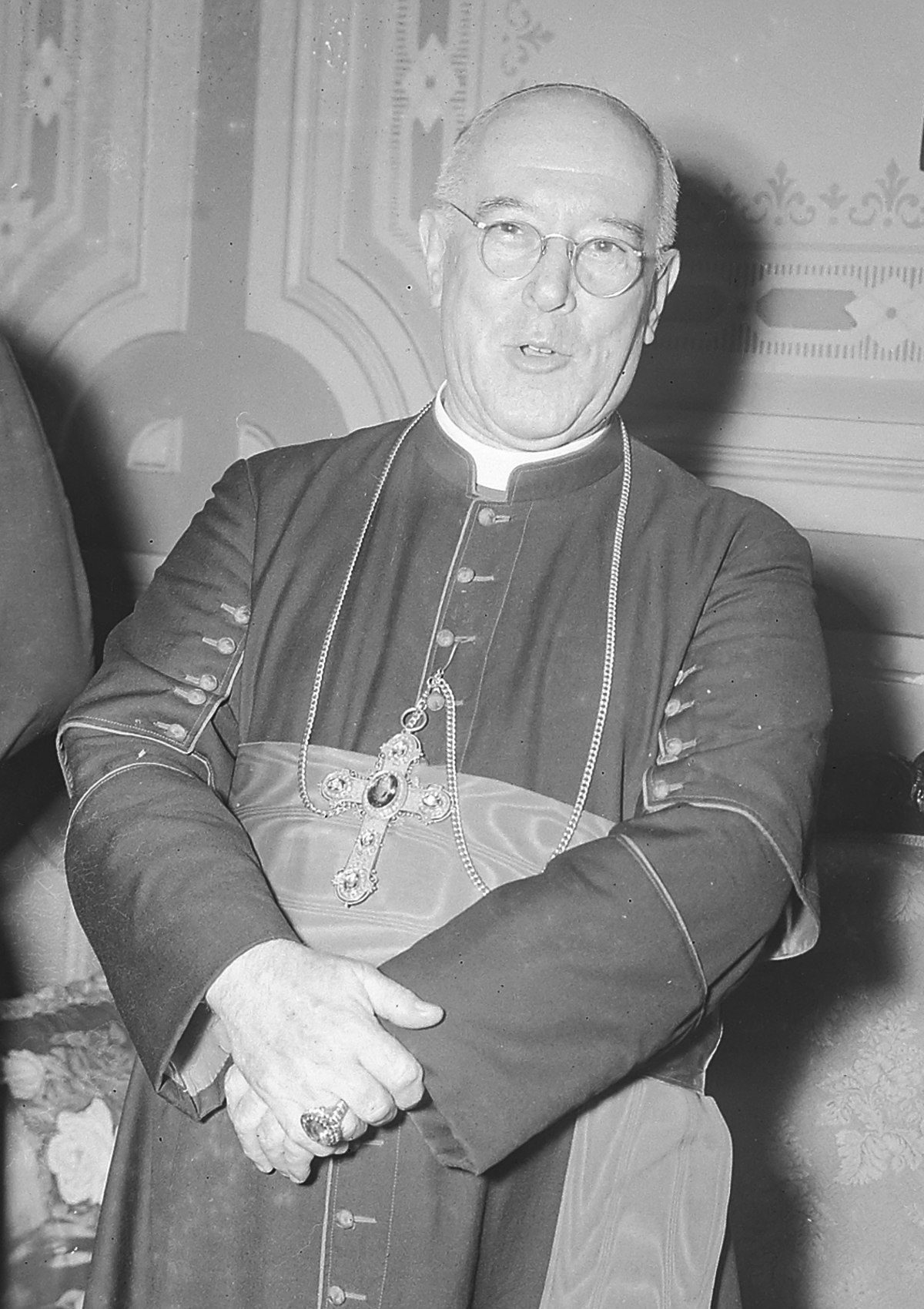
Dom Jaime de Barros Câmara, primeiro reitor do seminário.

O Seminário Nossa Senhora de Lourdes foi criado em 21 de fevereiro de 1927 por Dom Joaquim Domingues de Oliveira, arcebispo de Florianópolis, por imposição do clero. Na época os vocacionados eram encaminhados ao Seminário de São Leopoldo (e de fato, os seminaristas da filosofia e teologia para lá continuariam indo até depois do Concílio Vaticano II). Na época era inviável criar um seminário em terras catarinenses, por causa dos altos custos (e todas as tentativas deram errado!). Mas Florianópolis, diocese desde 1908, agora acabara de ser elevada à Arquidiocese, e os padres achavam necessário ter um seminário por aqui.
E Dom Joaquim cedeu. Nomeou reitor o cura da Catedral, Padre Jaime de Barros Câmara.
Inicialmente o Seminário funcionou na casa paroquial da catedral, sendo transferido para sua casa, na Rua José Vieira nº2, onde foi oficialmente erigido em 25 de março.
Mas o arcebispo não estava muito contente com a casa um tanto pequena, queria que o Seminário funcionasse no Vale de Azambuja, em Brusque, local de grande espiritualidade, coração da Arquidiocese. Em 1915 ao visitar o local o então reitor Padre Gabriel Lux perguntou ao então bispo se faltava alguma coisa em Azambuja, Dom Joaquim soltou a frase: Falta estar escrito Seminário Diocesano no frente do prédio (da Santa Casa). Só não foi o Seminário para Azambuja, porque o clero relutava em fundar o Seminário perto dos loucos do Hospício e doentes do Hospital. Mas como Dom Joaquim fazia o que achava o certo, em abril mesmo transfere o Seminário para Azambuja.

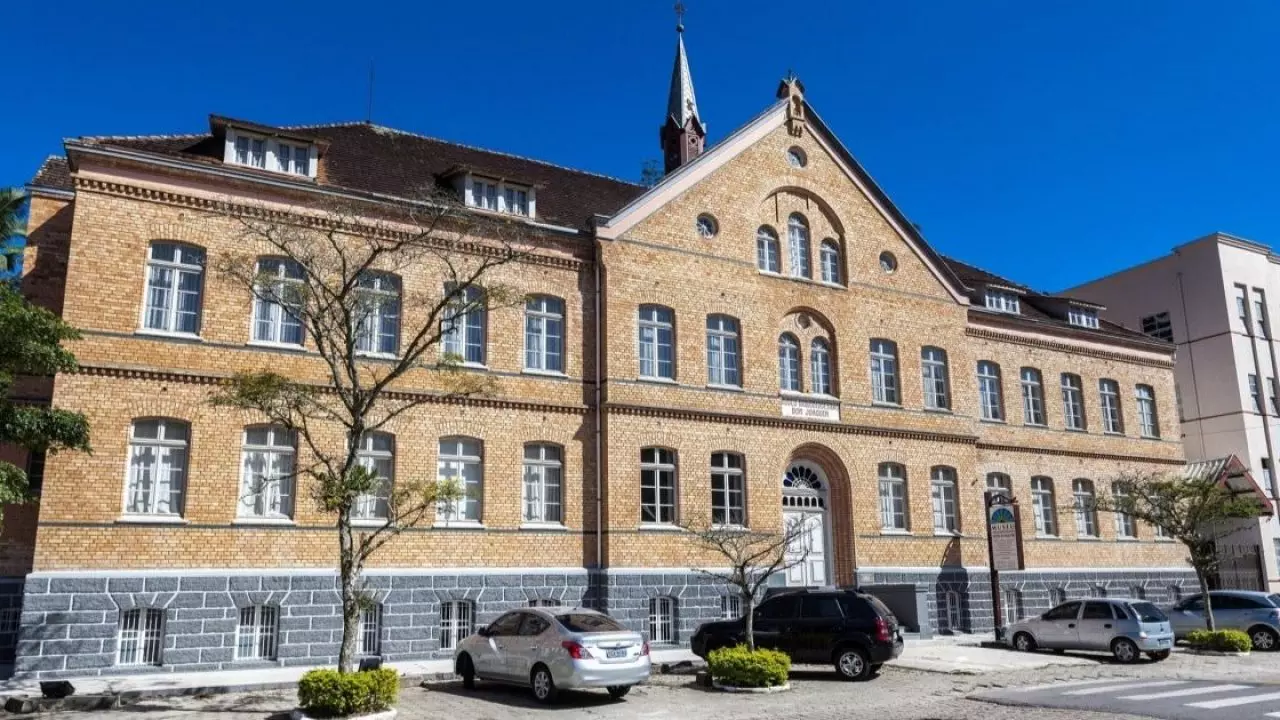
Museu Arquidiocesano Dom Joaquim atualmente (antigo seminário)

A Santa Casa de Misericórdia abrigava Hospital, Hospício, Asilo, Orfanato e Escola Paroquial. Em meio a difícil situação na qual se encontrava em 1927, a madre superiora escreve uma carta pedindo que pe. Lux reassuma a administração. Antes de receber a resposta, veio telegrama da capital mandando preparar quartos para hospedar os primeiros seminaristas. Dom Joaquim, arcebispo de Florianópolis, transferira o Seminário Menor para Azambuja. Na madrugada de 20 de abril de 1927 desembarcam os primeiros 16 seminaristas, vindos de caminhão da capital.
E lá se vão os seminaristas e o padre reitor de muda de novo, chegaram ao vale na madrugada de 20 para 21 de abril e ocuparam o primeiro e segundo andar do hospital.
As coisas começaram a melhorar em 1929 quando a última parte de prédio foi construída, mas melhoraram mesmo em 1936 quando o novo prédio do Hospital ficou pronto.

#### Ampliação
Em meados da década de 1950, o prédio do antigo hospital, apesar da ampliação ocorrida em 1942, não satisfazia as novas necessidades. Em 15 de agosto de 1957 foi lançada a pedra fundamental do novo edifício, projeto do engenheiro Dr. Antônio Ávila Filho, e construção do engenheiro João Martim Backes. Em agosto de 1960 metade da obra estava pronta. Os alunos abandonam o prédio construído por Pe. Gabriel Lux, que passaria a abrigar o museu. Em 7 de setembro de 1964, data da comemoração do áureo jubileu episcopal de Dom Joaquim Domingues de Oliveira, foi inaugurado o novo edifício, com capacidade para abrigar 200 estudantes simultaneamente.

##### Crise
Em outubro de 1962, o papa Papa João XXIII convocou o Concílio Vaticano II, o qual durou dezembro de 1965, já sobre o papado de Papa Paulo VI. Em resultado, foram propostas diversas alterações nas tradições da igreja, que por consequência, levaram ao fechamento de vários seminários pelo mundo.  
Sobre a reitoria de Vito Schlickmann, com apoio de Dom Afonso Niehues, o seminário passou por um período de suavização da tradicional rigidez, evitando o seu fechamento, porém, como em todos os seminários no Brasil, sofreu com muitas baixas de seminaristas, havendo uma drástica queda de vocações.  

## Hino do Seminário[7]
Letra: Pe. Tarcísio Marchiori
Música: Pe. Ney Brasil Pereira
1. Nós que Longe deixamos os Lares/ Por que a voz do Senhor nos chamou/ Ora somos ao pé dos altares/ Como flores que a Virgem Plantou! R.
Refrão: Neste vale, remanso bendito, cultivamos o nosso ideal,
A sonhar este sonho infinito de beleza e de glória imortal!
Para a frente! Jesus nos convida, nas alturas esplende um altar!
A ascensão é uma luta renhida… Como é belo viver e lutar!
2. Aqui temos da Virgem o manto/ Desdobrado do céu sobre nós:/ Do sacrário sentimos o encanto/ De Jesus conhecemos a voz! R.
3. Deste Mundo nós sacrificamos/ Os amores na pira do altar/ Para dar tudo àquele que amamos/ Para tudo por Ele deixar! R.
4. O arcebispo já vê reflorindo/ Rica messe de santos ideais:/ Se o Passado já foi sonho lindo/ O Futuro promete ainda mais! R.

## Pessoas

### Egressos
- Dom Afonso Niehues, (in memoriam) 2º Arcebispo da Arquidiocese de Florianópolis.
- Dom Gregório Warmeling, (In memoriam) 2º Bispo da Diocese de Joinville.
- Dom Vito Schlickmann, ;(in memoriam) Bispo auxiliar da Arquidiocese de Florianópolis.
- Dom Wilson Laus Schmidt, (in memoriam) 2º Bispo da Diocese de Chapecó.
- Dom Manoel João Francisco, 4º Bispo da Diocese de Chapecó e 4º Bispo da Diocese de Cornélio Procópio, atualmente Bispo emérito.
- Dom Tito Buss, 1º Bispo da Diocese de Rio do Sul, atualmente Bispo emérito
- Dom Augustinho Petry, 3º Bispo da Diocese de Rio do Sul, atualmente Bispo emérito.
- Dom Luiz Carlos Eccel, 4º Bispo da Diocese de Caçador, atualmente Bispo emérito.
- Dom João Francisco Salm, Bispo da Diocese de Novo Hamburgo.
- Cônego Raulino Reitz, (in memoriam) diretor do Jardim Botânico do Rio de Janeiro (1971 - 1975).

### Reitores
Lista dos Padres reitores da instituição desde sua fundação, dos quais conta com quatro que se tornaram bispos, são eles Dom Jaime de Barros Câmara, Dom Afonso Niehues, Dom Vito Shlickmann e Dom João Francisco Salm. O reitor da casa atualmente é o padre Rodrigo Laufer.
- Rodrigo Laufer (2025 - )
- Eduardo Cardozo de Senna (2022 - 2024)
- Francisco de Assis Wloch (2016 - 2021)
- Pedro Schlichting (2009 - 2015)
- Siro Manoel de Oliveira (2006 - 2008)
- Luís Antônio Caon (1999 - 2005)
- Francisco Rohling (1996 - 1998)
- João Francisco Salm (1984 - 1991)
- Vito Schlickmann (1971 - 1983)
- Valentim Loch (1959 - 1970)
- Afonso Niehues (1946 - 1958)
- Bernardo Peters (1936 - 1945)
- Jaime de Barros Câmara (1927 - 1935)